# 竹脇昌作
竹脇 昌作（たけわき しょうさく、1910年9月5日 - 1959年11月9日）は、日本のアナウンサー。

## 来歴・人物
新潟県出身とされる一方、戸籍謄本には「富山県射水郡作道村大字殿村津幡江村（現在の射水市殿村）生まれ」と記載されている。
もし新潟県生まれだった場合、同県生まれ初のNHKアナウンサーである可能性が極めて高い。
青山学院大学英文科卒業。子供のころから美声として評判で、1934年にNHKが初めて行った全国規模のアナウンサー採用試験に合格し、同期25名の一員として4月に入局したが、わずか1か月後の養成期間中に退職した。退職理由はNHKが解雇したもので、竹脇のアナウンサーとしての能力を認める同期のアナウンサーたちは、解雇の話を聞いて抗議しようとしたが、竹脇が「解雇理由は分かっている。」として制止した。なお、同期には和田信賢や作曲家となった服部逸郎らがいる。また、アナウンサーの後輩となる森繁久彌とは生涯の友人であった。
戦前戦後を通じてよく流されたパラマウントのニュース映画の解説で知られ、ナレーターの先駆者ともいえる人物だった。また、戦時中はプロパガンダ・レコードのナレーターも務めた。生放送のラジオ番組「東京ダイヤル」（ラジオ東京、現在のTBSラジオで放送）では独特のサビ声と軽快な口調で人気を集め、「竹脇節」と呼ばれ、マダムキラーボイスともてはやされた。
また、1954年、ウォルト・ディズニー・カンパニーが初めて日本語吹き替え版『ダンボ』を製作。この際には日本語でナレーション役を務めたことから竹脇節は子供たちにも浸透した。
仕事では完璧主義者で責任感が強かった一方で、家庭では豪放磊落に振舞っていた。しかし、多忙の毎日と生放送という重圧が彼の精神を蝕み、年をとってからの自分の仕事への不安や家族の将来などで神経衰弱的な状態に陥り、1959年3月の皇太子ご成婚に関する放送回を最後に東京ダイヤルを降板するが、それが終わった時には一切の気力が失せていたという。精神科医の斎藤茂太の病院へ入院し、ノイローゼおよび不眠症と高血圧症の治療を始めた（実際は重度のうつ病だと言われる）。東京ダイヤルが始まる時間になると自然と血圧があがったといわれる。回復が順調に進み、一時退院を許されると自宅に戻り、東京ダイヤルのスタッフに対しても復帰への意欲を口にしたほどであった。
しかし、東京ダイヤルは後任の芥川隆行が好評であったために復帰がかなわず、ラジオ東京の契約も9月末で切れた。さらに追い討ちをかけるかのごとく、自宅の土地と電話が差し押さえられた。ほとんど仕事をしてなかったために税金の滞納を余儀なくされたのが理由であるが、それらが原因で彼の苦悩が極限まで達したという。結果、同年11月9日に自宅の物置で縊死した。その日は長女の誕生日であり、首を吊ったロープは子供たちが遊んでいた縄跳びの縄であった。「マスコミ病」「売れすぎた悲哀」「秒針に追い回されて」「人気の毒にもあたる」「電波に殺された」などと言われた。東京ダイヤルは竹脇が縊死したこの年で終了している。
長男はラジオ関東（後のラジオ日本）の元アナウンサーの竹脇義果（よしみ）、三男は俳優の竹脇無我。竹脇無我は父の内面について、「気の小さい人でしたね…豪放磊落にしているのは今思えば、それを隠すためかもしれないですね」と語っている。
長年に亘って大井競馬の実況を取り扱っている耳目社の初代実況アナを務めた。
なお、夭折した次男・竹脇真理の遺稿集が「勇ましく高尚な生涯 〜 18歳で逝った若き信仰者の日記」として出版されている。